# Lelaps aeneiceps
Lelaps aeneiceps är en stekelart som beskrevs av William Harris Ashmead 1904. Lelaps aeneiceps ingår i släktet Lelaps och familjen puppglanssteklar. Inga underarter finns listade i Catalogue of Life.